# Selezioni giovanili della nazionale maschile di pallacanestro dell'Argentina
Le selezioni giovanili della nazionale di pallacanestro dell'Argentina sono gestite dalla Federazione cestistica dell'Argentina e partecipano ai tornei cestistici internazionali per squadre nazionali, limitatamente a specifiche classi d'età.

## Under-20
Rappresenta i migliori giocatori di nazionalità argentina di età non superiore ai 20 anni. Partecipa a tutte le manifestazioni internazionali giovanili di pallacanestro per nazioni gestite dalla FIBA.

## Under-19
La nazionale argentina under 19 riesce ad arrivare terza al Mondiale per 2 volte nel 1979 e nel 1991.

## Under-18
Rappresenta i migliori giocatori di nazionalità argentina di età non superiore ai 18 anni. Partecipa a tutte le manifestazioni internazionali giovanili di pallacanestro per nazioni gestite dalla FIBA.

### Partecipazioni
FIBA Americas Under-18
- 1990 -  2°
- 1994 -  2°
- 1998 -  2°
- 2002 - 4°
- 2006 -  2°

- 2008 -  1°
- 2010 - 4°
- 2012 - 4°
- 2014 - 4°
- 2016 - 5°

## Under-17
Rappresenta i migliori giocatori di nazionalità argentina di età non superiore ai 17 anni. Partecipa a tutte le manifestazioni internazionali giovanili di pallacanestro per nazioni gestite dalla FIBA.

## Under-16
Rappresenta i migliori giocatori di nazionalità argentina di età non superiore ai 16 anni. Partecipa a tutte le manifestazioni internazionali giovanili di pallacanestro per nazioni gestite dalla FIBA.

### Partecipazioni
FIBA Americas Under-16
- 2009 -  2°
- 2011 -  2°
- 2013 -  2°
- 2015 -  3°